# Santalum insulare
Santalum insulare är en sandelträdsväxtart som beskrevs av Bert. och A. Dc.. Santalum insulare ingår i släktet Santalum och familjen sandelträdsväxter.

## Underarter
Arten delas in i följande underarter:
- S. i. alticola
- S. i. deckeri
- S. i. hendersonense
- S. i. marchionense
- S. i. margaretae
- S. i. mitiaro
- S. i. raiateensis
- S. i. raivavense